# 哈利波特中的魔法符咒
在J·K·罗琳的《哈利波特》小說系列中，那將魔法描述為一種可用作凌駕於常規自然法則之上的超自然力量。該系列中存在著許多虛構的魔法生物，而一般生物有時也會表現出具魔法屬性。魔法物品也有在書中描述。少數能夠施展魔法的人類（女巫和巫師）會把其他不知道魔法世界存在的人群有其他統稱，在英國稱為「麻瓜」（muggles），在美國稱為「莫魔」（no-maj）。
魔法能力為先天遺傳，帶有「顯性彈性基因」。巫師夫婦的新生兒通常都有魔法，那些由巫師夫婦所生卻無法施展魔法的人則稱為「爆竹」（squibs），而麻瓜父母所生的巫師或女巫則被稱為「麻瓜出身」（muggle-born），或蔑稱「麻種」（mudblood）。雖然麻瓜出身很常見，但爆竹卻極為罕見。
《哈利波特》世界中的許多魔法元素建立於現實世界的神話與魔法，羅琳將其描述為「一種賦予世界質感的方式」。
《哈利波特》中的魔法成為了2017年大英圖書館展覽和隨附紀錄片的主題。這個名為《哈利波特：魔法史》（Harry Potter: A History of Magic）的展覽是大英圖書館首次以在世作家的單一系列為靈感的作品展覽。

## 使用魔法

### 概述
女巫和巫師需要學習及訓練如何控制他們使用的魔法。對於年幼且未受過訓練的孩子，魔法會在其強烈的憂慮、恐懼、憤怒和悲傷等情感中下意識地顯現出來。例如，哈利·波特曾經在剪了一次糟糕的髮型後讓頭髮重新長出來；在倫敦動物園給他的表兄達力·德思禮放了一條蟒蛇；並讓瑪姬姑媽膨脹到一個巨大的尺碼。雖然這種反應通常是無法控制的，但作為一個未受過訓練的孩子，湯姆·魔佛羅·瑞斗能夠在不接觸物體的情況下讓它們移動，讓動物為他做他想做的事而毋需訓練牠們，讓那些惹惱他的人發生「壞事」，或者若他願意的話就讓他們受到傷害。此外，莉莉·伊凡能夠透過想要來引導和控制花朵的綻放。
幾乎所有魔法都是利用魔杖來完成的。關於使用無魔杖的魔法，羅琳說：
|  | 你可以在沒有魔杖的情況下進行不集中和不受控的魔法（例如當哈利使瑪姬姑媽膨脹並爆炸），但若要施展一個好的咒語，是的，你需要一根魔杖。 |

巫師或女巫只有在使用自己的魔杖時才可處於最佳的狀態。當使用別人的魔杖時，那個人的咒語不會如平時那般強。
在小說中，咒語的技術細節是模糊的。在哈利的課程中，只有那些涉及到魔法生物、魔藥、占卜的課程才會有詳細的介紹。
在中，賽佛勒斯·石內卜於第一堂鎖心術（Occlumency）的課堂上，他曾告訴哈利·波特指「時間和空間在魔法裡是很重要的」；和在找到通往分靈體──小金匣的神奇隱藏船後，阿不思·鄧不利多曾告訴哈利指「魔法總是會留下痕跡，有時會留下非常獨特的痕跡」。

### 施展咒語
咒語是巫師或女巫的萬能工具；用於完成單一的專門任務的短暫魔法爆發，例如開鎖或生火。施咒通常需要一個咒語，最常見的是拉丁語的變體形式（如狗拉丁），然後利用魔杖做手勢。然而，羅琳透露指特別有天賦的巫師可以在沒有魔杖輔助下施展魔法，儘管利用魔杖產生的魔法通常更精確更強。
咒語也可以無聲施展，但需要使用魔杖。這種特殊的技巧於霍格華茲的六年級教授得到，並要求施法者把注意力專注於咒語。一些咒語（如飄浮咒）顯然是為非語言使用而設計的。小說中展示的大部分魔法都需要施法者出聲，但有些並不需要（可能取決於女巫或巫師）。鄧不利多可無聲施展讓人印象深刻的魔法，比如召喚足夠容納整個學生群體的柔軟紫色睡袋，或者在即將結束時與佛地魔決鬥期間。這也可以在不握住魔杖的情況下使用咒語。在中，當魔杖躺在哈利附近某處的地上時，哈利利用咒語路摸思（Lumos）來點亮他的魔杖。此外，化獸師（Animagus）和變形師（Metamorphmagus）不需要魔杖來變形。
咒語也有類別之分，例如符咒（charms）、詛咒（curses）、魔咒（hexes）或惡咒（jinxes）。攻擊性和潛在危險的詛咒數量眾多，其中三個被認為僅對於大邪惡可用，這使他們獲得了特殊的分類：不赦咒（Unforgivable Curses）。

### 限制
第一部《哈利波特》系列小說出版之前，羅琳花了五年確立魔法的局限性──確定它可以做什麼和什麼不能做。她在2000年說：「決定何時創造幻想世界中最重要的事情，就是角色們有什麼不能做。」例如，雖然可以憑空變出事物，但建立符合確切規格而不是通用規格的東西便棘手得多。此外，任何如此變幻出來的物體往往不會持久。

#### 情緒
如前所述，未經訓練的年輕巫師在處於情緒高漲的狀態下可觸發不受控制的魔法。然而情緒也會影響經過受訓的女巫和巫師，以及其魔法能力。例如在《混血王子的背叛》中，當雷木思·路平開始疏遠小仙女·東施時，傷心欲絕的東施暫時失去了她作為變身與巫師的混合體──變形師（Metamorphmagus）的力量，其守護神的形態也會跟隨著她的憂鬱而改變。另一個例子是魔柔·剛特，當她從父親的壓迫中解脫出來才展現其魔法能力，但是當其丈夫把她拋棄時，她再次失去其魔法能力。
一些魔法咒語在施展時需要使用特定的情緒，例如護法咒（Patronus Charm）要求施法者專注於一段快樂的回憶。意志力在情有可原的情況下會有很大的幫助，這方面的一個例子是，當天狼星·布萊克正處於催狂魔之吻的危險時，哈利能夠召喚出一個有形的護法咒；另一個例子是導致被咒者承受巨大痛苦的酷刑咒（Cruciatus Curse）；正如哈利跟貝拉·雷斯壯的決鬥，有效地使用這種被禁止的黑魔法需要施虐狂的慾望。
愛（廣義）被描述為一種特別強大的魔法形式。根據鄧不利多的說法，愛是一種「相比起自然的力量與人類的智慧和死亡，來得更奇妙及更可怕的力量」。莉莉·波特為了哈利而自願犧牲，她把嬰兒時期的他從佛地魔手中救了下來，而哈利於《死神的聖物》結尾中也為拯救他的朋友而作出了類似的犧牲。該系列中的某個關鍵預言把哈利描述為「黑魔王不知道的力量」，當中提到了他去愛的能力。
真愛並不可能由魔法創造，魔藥只能營造出強烈的迷戀和痴迷感覺。

#### 死亡
羅琳把死亡描述為小說中最重要的主題。因此，正如鄧不利多在中所說的那樣，沒有任何咒語能真正讓死者起死回生。雖然屍體可以根據活著的巫師的命令變成順從的陰屍（Inferi），但它們只不過是沒有自己的靈魂或意志的喪屍。然而，魔法世界裡有一些跟死者交流的方式，但效果有限。例如，所有霍格華茲的校長於死後都會出現在肖像中，以供後代諮詢。還可以通過罕見的符咒倒轉（Priori Incantatem）效果來跟被魔法謀殺了的人之幽靈般的「影子」進行交流。重生石能讓人與死者交談，但被重生石帶回來的並非死者的肉體，他們也不希望在平靜的安息中受到打擾。在整個系列中，這個限制不斷被重覆提及著，並且巫師們經常試圖超越它，但後果非常嚴重。
同樣，除非人們使用具有強烈力量的物體來維持生命，例如魔法石或分靈體，否則不可能長生不死。如果一個人擁有傳說中的三件死神聖物，他將擁有成為「死神主宰」的工具。然而，暗示要成為真正的「死神主宰」，就是要願意接受死亡是一件不可避免的事。其他延長生命的方法包括喝下獨角獸的血，即使死亡迫在眉睫也能讓喝下它的人活著，但要付出永遠被詛咒的可怕代價。魔法可以延長一個人的壽命，系列中有幾個角色異常長壽，例如在阿不思·鄧布利多的O.W.L考試期間擔任監考員的溫順·馬治邦（Griselda Marchbanks）。差點沒頭的尼克於第五部小說中透露，所有的女巫及巫師都可以選擇於死後變成鬼魂；然而，它被描述為「對生活的蒼白模仿」。石內卜指鬼魂只是「逝去靈魂留在地上的印記」。神秘部門在一個裝有神秘紗幕鏡子的房間裡研究死亡，羅琳將其描述為「生與死的分界線」。至於另一邊是什麼，她解釋道：「我相信你會繼續嗎？ 對呀，我相信你會繼續下去。雖然我絕對對此抱著懷疑並且一直如此，但我確實相信來世，你就在那裡。」在裡，天狼星·布萊克被貝拉·雷斯壯的咒語擊中後穿過這塊紗幕鏡子並掉了進去。

#### 岡普基本變形定律的主要例外
岡普基本變形定律的主要例外是妙麗曾經提及的魔法理論，後來被榮恩於最後一部小說中重複了一遍。她解釋說，食物就是其中之一：女巫或巫師可以使用魔法烹飪和準備食物，甚至可以繁殖食物，但不能無中生有。在該系列小說的食物中，有許多例子似乎都是從無到有的，例如茉莉·衛斯理廚房鍋子裡的配料突然物質化的出現，以及在中，麥教授為哈利及榮恩製作了一盤可自動補充的三明治。在所有情況下，這些事件都可以合理地解釋為食物的繁殖或是從其他地方運輸而來的。後者的另一個例子是在霍格華茲舉行的宴會上──食物是由家庭小精靈在廚房準備的，直接放在大禮堂四個學院實際的複製餐桌之正下方，然後食物便會巧妙地運送至餐桌上。
這是系列中唯一明確提到的例外。然而，羅琳曾在採訪中表示，巫師不能憑空變出金錢，否則巫師世界的經濟體系將被嚴重破壞。雖然魔法石確實由鍊金術製作，在其擁有者並未利用其力量的情況下，它被描繪成一個極其罕有、甚至獨一無二的物品。

## 魔法能力
以下是哈利波特世界中的巫師或女巫可能擁有的特殊能力：

### 化獸師
化獸師（Animagi）是動物（animal）與魔法師（magus）的混成詞，不必使用魔杖就可以變身為動物。化獸師也是為數不多的可以不依靠魔杖而施展的魔法。只有能力強大的巫師才能成為化獸師。一位化獸師通常只能有一種動物形態，且動物形態是由巫師的個性特質所決定，而不是人為的選擇。
化獸師極難修煉，隨時會走火入魔。羅琳在《吟遊詩人皮陀故事集》中表明化獸師與透過變形術成為動物是不同的。化獸師保留了巫師原有的意識和推理、記憶的能力；但變形術會導致巫師擁有動物的大腦，使他們在不知不覺中忘記自己是一個巫師而被困住，除非另外的巫師把他們變回來。
魔法部密切關注著化獸師，在魔法部有一張記載著化獸師的名單，上面有各位化獸師變成各種動物時的特徵。（如：麥教授能化身成貓並在眼睛附近有類似眼鏡的花紋。）此外如果巫師的身體有一定改變（如彼得·佩迪魯的手指斷了），這種改變也會反映到他們的動物形態上。巫師成為化獸師後不在魔法部註冊會被判處到阿茲卡班服刑。
小說中明確強調了化獸師與狼人之間的區別。化獸師可以完全控制他們的轉變並保留他們的思想，而狼人的轉變則是非自願的，包括性格上的嚴重變化。變成狼人後「...他會不再記得自己是誰。他會把他最好的朋友殺掉。狼人只會回應自己同類的呼喚。」狼人在變身時使用狼毒药剂（Wolfsbane Potion）是維持其理智、智力與記憶力的唯一方法。

### 變形師
變形師（Metamorphmagi）是變形（metamorph）與魔術師（magus）的混成詞。那是女巫或巫師天生具有隨意改變他們的部分或全部外觀的天賦。這種天賦的女巫或巫師必須與生俱來，無法透過其他方式擁有。
小仙女·東施和她的兒子泰迪·路平（Teddy Lupin）是目前該系列中唯一已知的變形師；這是一種非常罕見的能力，可能是遺傳的。東施能根據心情而改變髮色與髮型，有時甚至會以老婦人的身份出現。泰迪·路平也繼承了這項特徵，據說他的頭髮會反覆變色。
這些外觀改變能力的範圍及其限制尚未完全清楚。根據羅琳的說法，變形師可以完全改變其外表，例如，從黑膚色到白膚色，從年輕到年老，從英俊到樸素等等。在一個例子中，東施透過將她的鼻子改造成「像石內卜一樣的喙狀突起」、「類似於鈕扣蘑菇的東西」，還有「像豬鼻子一樣的東西」來改變她的面部外觀，這讓哈利想起了他的表弟達力。變形師的情緒會影響能力。

### 爬說語
爬說語（Parseltongue）是蛇的語言。它通常與黑魔法有關，儘管鄧不利多指它不一定是邪惡的品質。擁有爬說語（Parselmouths）說話能力的人非常罕見。人們透過學習或特殊語言能力的方式獲得此技能，例如基因遺傳、或是使用黑魔法。中解釋，由於佛地魔在試圖殺死哈利的那天晚上同時把他的一些能力傳給了哈利，因此，哈利在17歲之前會說爬說語。揭示了哈利體內藏著的佛地魔部分靈魂賦予了他這種能力，它被摧毀後，哈利便喪失了爬說語能力。
其他已知的爬說語使用者包括史拉扎·史萊哲林和他的後裔──包括佛地魔及剛特家族。鄧不利多也能理解爬說語；然而，他的爬說語是自學的，而非天生具備爬說語能力。在中，他重複了魔份·剛特（Morfin Gaunt）的爬說語。榮恩在利用爬說語重新打開了密室，但他只是模仿了哈利打開密室時發出的聲音。

### 先知
先知（Seer）是那些女巫或巫師具有預視能力以預測未來事件。透過這種能力給出的預測有時可以是自我實現預言，而鄧不利多於中指出，並非所有預測都會成真，這取決於所提到的那些人所作的選擇。這似乎表明了先知預測到可能或將會發生的事件，至少在某些情況下是這樣。在神秘部門的預言廳（Hall of Prophecy）中，成千上萬的玻璃球充滿了先知所作的預言記錄。只有預言中提到的人才能安全地取回它；任何試圖這樣做的人都會被逼瘋。
根據麥教授的說法，真正的先知極其罕見。西碧·崔老妮是小說中唯一描繪的先知，她的學生認為她是「老騙子」── 儘管有人提到西碧的曾曾祖母卡桑德拉·崔老妮（Cassandra Trelawney）在她那個時代是一位著名的先知。崔老妮最終在第五本小說中由於被指她缺乏能力而被桃樂絲·恩不里居解僱。然而，她曾經兩次作出了真實的預言──這兩個預言對哈利·波特都尤其重要──但後來她對任何一個預測都不記得了。

### 破心術與鎖心術
破心術（Legilimency）是一種從別人的腦海提取感情和記憶的魔法技能──「心靈感應」的魔法方式，簡單來說是能夠獲知一個人內心的意識層面，最顯然易見的功能是知道一個人有沒有說謊 ── 儘管石內卜是這種藝術有能力的實踐者，他駁斥了口語化的「讀心術」一詞過於極端的簡單化。它還容許一個人向另一個人傳達願景或記憶，無論是真實的還是想像的。擁有此技能的女巫或巫師被稱為破心者（Legilimens），例如他可以發現另一個人的謊言和欺騙，見證另一個人過去的記憶，或「植入」虛假的幻象至別人的腦海中。已知佛地魔、鄧不利多皆為高階的破心者。
破心術的反技能是鎖心術（Occlumency），使用它的人被稱為鎖心術修煉者（Occlumens），透過它可以區分自己的情緒，或阻止破心者發現與自己所說的話或行為跟其思想或記憶互相矛盾，以保護心智免受外界魔法的入侵。這門科目非常冷僻，但十分有用。鎖心術的高階形式是在封鎖所有其他真實記憶的同時，在大腦封閉大師的腦海中植入虛假的臨時記憶，因此即使是一位技藝高超的破心者，若試圖讀取心靈，他或她只會發現錯誤的記憶，並相信這一切都是正確的。該種技能在中首次被提及。破心術與鎖心術並非霍格華茲正規課程的一部分，並且大部分學生會在沒有學習它們的情況下畢業。已知石內卜及史拉轟為高階的鎖心者。在《鳳凰會的密令》中，鄧不利多指示石內卜向哈利傳授鎖心術課程，然而哈利到才成功學會這門魔法。
佛地魔、石內卜和鄧不利多都擅長破心術與鎖心術，儘管他們會使用魔杖。石內卜曾指佛地魔是破心者，因為他幾乎在所有情況下都能立即知道是否有人對他撒謊。此外，在《死神的聖物》中，佛地魔反覆使用破心術來審問他的受害者。佛地魔在的整個時期都在練習鎖心術，以阻止哈利接觸其思想與情感。然而在《死神的聖物》中，佛地魔一再失去控制，導致其非常強大的思想、願景和情感爆發偶爾傳至哈利的腦海中。由於哈利跟佛地魔二人對立的關係，哈利暗中想得知佛地魔的想法，但進展緩慢，他只有一次成功衝破石內卜的鎖心術而進入了他的腦海。石內卜於整個系列中一再被指對鎖心術的掌握非常熟練，這就能解釋了他如何能夠欺騙佛地魔那麼多年。甚至在《鳳凰會的密令》之前，哈利就有著石內卜能夠讀心的印象。
在《死神的聖物》中，當多比去世時，哈利終於掌握了鎖心術──對佛地魔封閉了心智。他意識到自己的悲傷──或者如鄧不利多所說的，愛──是可以擋住黑魔王的東西。
《怪獸與牠們的產地》中的奎妮·金坦（Queenie Goldstein）為天生具有精通這種能力的破心者，因為她能夠讀懂電影中雅各·科沃斯基及其他人的思想，並能從遠處通過他們的思想和情感來感知並聽到他們的聲音。然而，她跟石內卜、鄧不利多及佛地魔不同的是，她不需要使用魔杖來施展破心術，因為她天生就具有這種讀心的能力。

### 現影術與消影術
現影術（Apparition）和消影術（Disapparition）是巫師世界中的一種瞬間移動的魔法方式，通過這種形式，女巫或巫師可以從一個位置消失（消影）並在另一個位置重新出現（現影）。它通常伴隨著巨大的爆裂聲或砰的一聲，儘管如鄧不利多這樣熟練的巫師可以「如此突然而無聲地現影」，以至於他們似乎「從地下冒出來」。根據哈利的說法，現影術還伴隨著一種非常不愉快的擠壓感，就像是通過著一道拉緊了的橡膠管般傳送。
女巫及巫師必須年滿17歲，並且擁有現影術作為交通工具的執照，並在魔法部的許可下才能使用現影術，這就如在麻瓜的現實世界的政府要求個人擁有駕駛機動車輛的執照大致相同。霍格華茲的學生可以在六年級的時候參與由魔法部管理的現影術課程，並在他們年滿17歲時參加考試。事實證明，雖然可以在沒有許可的情況下使用現影術，但通常不會這樣做（除非在課程中），並且此行為是非法的。未成年的巫師可以與成年巫師同行時使用現影術和消影術，在中，哈利並沒有執照，但由於其蹤跡已被解除，魔法部很可能不知道他曾經這樣做。由於只要能夠成功消影，其他巫師便無法追蹤，因此在魔法部正式承認佛地魔回歸後，他們要求所有英國巫師家庭的成年成員都會施行此咒。
學習現影術是有一定難度，有些人會認為是非常困難的事，學生需冒著「被分裂（肢體異位）」的危險性──在起點和終點之間被物理分割──雖然巖愛草的精華也可以修補某些傷口，但這還需要魔法部的「意外魔法逆轉小隊（Accidental Magic Reversal Squad）」的協助才能正確撤銷。在課堂中，身體被分裂是很常見的事，而且根據被分裂的身體部位可能會讓施展者感到特有的不適（有時甚至相當可怕），但若是正確逆轉的話，最終是不會受傷害的。儘管榮恩懂得使用現影術，然而其技術並非十分熟練，並且他至少把自己扭傷了三次（一次失去了半邊眉毛、兩塊指甲和部分手臂）。相比之下，哈利和妙麗都很快掌握了這項技能。
正如中所解釋，那裡並沒有現影和消影的咒語，但是施法者必須專注於他必須現影的位置，這需要全神貫注於咒語之中，並且還必須通過整個身體來「感受」它。
有人曾指出，使用現影術直接進入私人區域（例如住家）被認為是粗魯的行為。鄧不利多在《混血王子的背叛》中說這「就像一腳踹開大門一樣無禮」。許多家庭出於這個原因，也因為保安原因，許多住宅都有反現影術咒語（Anti-Apparition Charm）以保護他們免受不請自來的入侵。以現影術到別人家中的一種公認的方式為現影到目的地附近的地點，然後步行到達至最終目的地。在長距離中使用現影術被認為是不可靠的，即使是對該技術的有經驗的巫師有時也更喜歡其他交通工具，例如飛天掃帚。羅琳曾表示遠距離使用現影術取決於巫師的技能，而「跨大陸現影術幾乎肯定會導致嚴重的傷害或死亡」。事實上，即使是技術精湛的佛地魔在前往遙遠的紐蒙迦德監獄後也選擇飛回英國。
為了安全原因，霍格華茲城堡的場地和建築物均受到古老的反現影術咒（Anti-Apparition Charm）和反消影術咒（Anti-Disapparition Charm）咒語保護，以防止外來的人類隨便闖入城堡及在校園內現影，然而此咒語無法限制家庭小精靈的現影術。還有一個咒語防止個人消影，鄧不利多在《鳳凰會的密令》中把它置於被魔法部抓獲的食死人身上；其讓一個人現影到一個位置，但防止他們消影的姊妹咒語，這與食死人在活米村施展的貓叫春咒（Caterwauling Charm）一致。若要防止侵入的巫師利用消影術逃離，則可以在這個區域施行反消影術，使其於該區域內無法消影，霍格華茲的全域都施有反消影術。若要強行離開霍格華茲的話就必須使用飛天掃帚或騎乘鷹馬。
女巫或巫師可以利用「隨行現形術（Side-Along Apparition）、隨行消影術（Side-Along Disapparition）」來於現影術、消影術期間把其他人一併帶走。在《鳳凰會的密令》中，食死人與鳳凰會的成員分別在黑色與白色的煙雲中現影及消影。在電影中，雙方似乎也能夠「半現影（half-apparate）、半消影（helf-disapparate）」── 他們的身體由煙霧構成，使他們能夠飛行。弗雷與喬治兩次的現影和消影，他們都像小說裡一樣砰的一聲做到了。鄧不利多在《混血王子的背叛》中多次成功地以這種方式運送哈利，而哈利首次非課程的嘗試是在跟鄧不利多從海邊洞穴回程時，跟虛弱的鄧不利多一起進行隨從顯形。
在小說中，現影（Apparate）和消影（Disapparate）這兩個詞語在小說中以大楷書寫，而諸如「惡咒（jinx）」和「魔咒（hex）」之類的既定英語單字則不是。那兩個意思為「出現」和「消失」的詞語本身很可能源自法語「apparaître」及「disparaître」。另一種可能性是衍生自英語單字「幻影（apparition）」，其意思是「一種人或事物的超自然外觀；任何出現的東西，尤其是顯著或令人吃驚的東西；出現的行為」，它來自出席的拉丁語「Apparitio」；而「Disapparate」可能來自同一個詞，但其前綴為「dis-」以表示否定或逆轉。

### 其他傳送方式
一些魔法生物有其自己的瞬間旅行的方式，例如家庭小精靈具瞬間轉移能力，或是鳳凰能夠在火焰的爆發中具現影和消影的能力。這些生物跟巫師不同，牠們不受反幻影術（Anti-Apparition）的限制。多比、怪角和其他家庭小精靈可以在霍格華茲的校園裡施展現影術，正如牠們在多個場合中所展示的那樣。最值得注意的是，當家庭小精靈多比到醫院探望哈利時，以及當哈利召喚多比和怪角並指派牠們跟蹤跩哥·馬份；在中，當鄧不利多躲避魔法部官員的逮捕時，佛客使鄧不利多跟一起從魔法部官員的手中利用消影術在霍格華茲校長辦公室中消失。同時，謎蹤鳥有能夠突然從一個地點消失、再從另外一個地方冒出來的本領，與巫師的現影術類似。
呼嚕網、港口鑰和消失櫥櫃也提供了魔法傳送的方式。

### 媚娃魔咒
一種歸因於媚娃的能力和那些媚娃的繼承物，就如芙蓉 .  德拉库尔，媚娃的魔咒用於吸引男性，就如《奧德賽》裡的塞壬一樣。隨著時間的推移，接觸牠的男性會變得更加抗拒它，雖然若媚娃給男性帶來驚喜，媚娃的魔咒就會充分地發揮作用，這就正如榮恩在中所說的那樣。
中所示，媚娃的毛髮可以用於作為魔杖的杖芯。根據著名的魔杖製造者奧利凡德先生所說，這些魔杖有點「喜怒無常」。

### 魔法抗性
這是指對洞穴巨人、龍、巨人等存在於強大生物中的妖術和咒語有一定程度的免疫。海格由於他流著巨人的血液，他對某些咒語具有抵抗力，比如昏迷咒（Stunning Spell）。這種阻力並非不可逾越；例如，如果一次向具有魔法抗性的生物施展足夠多的昏迷咒，該生物仍可能會失去知覺。此外，巫師和女巫可以憑著自己的意志抵抗某些咒語，例如中哈利所作的，當時小巴蒂·柯羅奇偽裝成阿拉斯托·穆迪試圖以夺魂咒（Imperius Curse）來控制哈利，而哈利把它反抗了。在同一本小說中，老巴蒂·柯羅奇（Barty Crouch Sr.）在數個月後擺脫了夺魂咒。

## 霍格華茲的科目
魔法史、天文學、黑魔法防禦術、變形術、符咒學、魔藥學及草藥學是霍格華茲前五年的普等巫測基礎必修科目，以及第一年的飛行課課程，前五年的必修課程在普等巫測結束後成為成為六年級及七年級的超勞巫測進階選修課程。在二年級完結束時，學生必須在三年級開始時的教學大綱中添加最少兩個普等巫測基礎選修科目。五個選修科目為：奇獸飼育學、古代符文研究、麻瓜研究、占卜學和算命學，基礎選修科目於普等巫測結束後亦可繼續深造超勞巫測進階選修課程。若有足夠需求的話，霍格華茲有時會為學生的最後兩年課程提供非常專門的科目，例如煉金術。通常霍格華茲裡一共有十二名教授，每位教授專攻其中一門科目。

## 類似咒語的效果

### 不破誓
不破誓（The Unbreakable Vow）這是兩個女巫或巫師之間自願達成的協議。它需要三人同施放的咒語儀式，一人對另一人發誓，二人身邊必須有另一人作為契約者（Bonder）的情況下進行。儀式進行時，發誓人會與接受誓言的人雙手緊握在一起，而見證人會以魔杖指向二人雙手，並把他們的魔杖握在雙方同意的人相互連接的手上，其時見證人的魔杖會伸出一條細細紅紅像火舌般的魔法繩索把他們緊緊地纏繞在一起。目前尚不清楚若另一方拒絕的話會造成什麼後果。該誓言並非單是字面意義上的「牢不可破」，因為若接受誓言的人背棄其諾言的話，這導致其立即死亡。
不破誓首次出現於中，當中由於跩哥·馬份試圖完成黑魔王的任務時，在貝拉·雷斯壯作為契約者之下，石內卜向水仙·馬份承諾保護她的兒子跩哥，若她的兒子跩哥失敗了的話，石內卜則要完成任務；《混血王子的背叛》中的另一個例子是，榮恩告訴哈利指弗雷和喬治如何試圖讓他發下不破誓，但由於他們父親的干預，使他們沒有成功。

### 符咒倒轉
符咒倒轉（Priori Incantatem），或稱為重放咒效果（Reverse-spell Effect），其咒語為「呼呼，前咒現（Priori Incantatem）」，可用於檢測魔杖所施展的咒語。魔杖所施展的咒語將以反向的順序出現於煙霧繚繞或幽靈般的複製品之中，最新的咒語會最先出現。它首先出現於中，當時老巴堤·柯羅奇的家庭小精靈眨眨（Winky）被抓到拿著哈利的魔杖。這個咒語用來揭示柯羅奇的兒子確實是用哈利的魔杖來施放黑魔標記。
在中，揭示了佛地魔於少年時利用其叔父魔份的魔杖謀殺了其父親及祖父母，因為他知道經過檢查後，魔杖會認定魔份就是兇手。在中，哈利擔心著食死人拿到妙麗的魔杖後，會在她的魔杖上施放符咒倒轉。這將揭示了他們倆在較早時候險些從佛地魔身上逃脫時，當妙麗的詛咒失敗，她在不小心的情況下把哈利的冬青與鳳羽魔杖弄斷了。結果，共享核心的保護丟失了，更糟糕的是，就是被佛地魔知道了這一點。在哈利與佛地魔的最後對決中，佛地魔提到他知道哈利的冬青與鳳羽魔杖被毀，這意味著正如二人所擔心的那樣，符咒倒轉確實是在妙麗的魔杖上執行。
強迫兩根共享杖心來源的魔杖進行對決也會導致一種更有效的符咒倒轉的形式。當兩名魔杖的主人正在展開一場意志較量的戰鬥時，兩根魔杖的尖端會連結在一起，形成一條粗壯的金色能量「脈絡」。失敗者的魔杖會把咒語的陰影以反向的順序投射湧回去。這種現象曾經發生於尾聲時跟佛地魔之間的決鬥中。他們同時分別施展的咒語──哈利施展了繳械咒「去去武器走（Expelliarmus）」，而佛地魔施展了索命咒「阿瓦达索命（Avada Kedavra）」以觸發了脈絡的形成。當佛地魔輸掉意志之戰時，其魔杖的能量以相反的方向投射，並迴盪著其魔杖最後殺害之人的迴聲：西追·迪哥里、弗兰克·布萊斯（Frank Bryce）、魔法部伯莎· 乔金斯（Bertha Jorkins），以及哈利的父母。魔杖店的奧利凡德先生之前曾告訴哈利，「選擇」他的冬青木魔杖是是紫杉木魔杖的「兄弟」，這讓他額頭上有一道閃電狀的傷疤，儘管當時並沒有討論這一點的重要性。鄧不利多後來向哈利透露，他跟佛地魔的魔杖都包含著鄧不利多寵物鳳凰福克斯的一根尾羽。

## 黑魔法
黑魔法（Dark Arts）是通常用於惡意目的之魔咒與實踐。黑魔法的實踐者通常被稱為黑巫師或黑女巫，當中最著名的是佛地魔，那被他們稱為黑魔王（Dark Lord），其追隨者一般被稱為食死人，他們於聽命於佛地魔的同時一邊練習黑魔法。黑魔法特有的咒語特徵被稱為詛咒，這通常會對目標人物造成傷害。在一定程度上，所有這些在某些情況下都是合理的。施法者的動機會影響詛咒的結果。這在酷刑咒（Cruciatus Curse）的案例中最為顯著：當哈利對他的教父死於貝拉·雷斯壯之手時，他感到憤怒並希望施展此咒語來懲罰她，這會引起短暫的痛苦。正如貝拉·雷斯壯本人評論的那樣，正義之怒不會讓咒語持續太久。當被佛地魔這樣的人物施展時，那些會為了自己的利益而渴望對別人施加痛苦，只要黑巫師或黑女巫願意的話，這所導致強烈的痛苦便會持續多久。使用黑魔法會腐蝕身體與靈魂；佛地魔在他尋求延長生命和獲得強大力量的過程中使用了這種魔法。黑魔法也讓佛地魔看起來畸形和不人道，這就是將其靈魂分裂成為分靈體的副作用。
根據石內卜的說法，黑魔法「是多種多樣、千變萬化、永恆的……不固定、變異的、堅不可摧的」。在魔法決鬥中，有許多咒語可以用來攻擊、固定或解除對手的武裝而不會造成痛苦或永久傷害；然而，像酷刑咒（Cruciatus Curse）或撕淌三步殺（Sectumsempra）這樣的咒語，被可靠的權威判定為黑魔法，以某種方式對受害者造成傷害或嚴重痛苦。黑魔法咒語可以分為三類：惡咒（jinxes）、魔咒（hexes）和詛咒（curses）。
在魔法世界中，黑魔法的使用受到強烈的污名化，某些方面更是非法的；然而，這些咒語是非常普遍的，甚至在佛地魔崛起之前，許多魔法學校（包括霍格華茲）都把黑魔法防禦術作為標準的科目來教授。當中的技巧包括反詛咒和簡單的咒語來消除或解除攻擊者的武裝或擊退某些魔法生物。一些魔法學校如德姆蘭會教授黑魔法，而霍格華茲在食死人的控制下還會教授黑魔法課程。

### 黑魔標記
黑魔標記（Dark Mark）是佛地魔與食死人的標記象徵物，其形狀採用一個骷髏頭並以蛇代替舌頭從嘴裡冒出來的形式。每當食死人謀殺別人時，這個印記便會拋向天空，「魔魔斃（Morsmordre）」就是召喚此印記的咒語。它首次出現於中，它被形容為一個「由看起來像翡翠星星的東西組成的巨大骷髏頭，有一根像蛇一樣的舌頭從嘴裡伸了出來」。一旦在天空中，它就「在綠色煙霧的陰霾中燃燒」。黑魔標記也烙印在佛地魔最親密的追隨者之左前臂上。這個標記也是佛地魔跟每個擁有它的追隨者之間的聯繫；他可以透過觸摸自己的標記來召喚他們，導致他和其追隨者的標記燃燒並變色。食死人也可以利用同樣方式來召喚佛地魔。在佛地魔最終倒台了之後，食死人身上的黑魔標記逐漸變成了跟哈利身上「相似」的疤痕。黑魔標記於小說中被描述為綠色；然而在電影中，它在魁地奇世界盃上是呈綠色的，而它在所有其他電影中都是灰色的。

### 分靈體
分靈體（Horcrux）是一種使用黑魔法創造以達致有效永生的物體。儘管分靈體曾於該系列小說的早期出現而沒有被描述或擴展，這個概念首次出現在第六部小說《混血王子的背叛》中。女巫或巫師若要創造分靈體的話，他們必須首先在儀式中準備已選定的物件，而這種儀式僅被稱為「太可怕而無法詳述」。在準備好物件之後，女巫或巫師必須奪走生命，這是一種分裂靈魂的行為。隨後，需要進一步的黑暗儀式才能從製作者身上取出靈魂碎片並將其放入已準備好的物件中。一旦完成後，分靈體幾乎不受任何形式的破壞，它需要極其強大的魔法或物質才能這樣做。
通常，當一個人的身體被殺，靈魂會前往下一個世界。然而，若分靈體擁有人的身體被殺，殘留在其身體中的那部分靈魂不會前往到下一個世界，而是能夠被另一個巫師以非物質形式存在以作復活。如果一個人的分靈體全數被摧毀，那麼其靈魂在物質世界中唯一的錨點就是其肉身，其肉身的破壞將導致他終極的死亡。若要摧毀分靈體，毀滅者必須以無法以魔法修復的方式來摧毀它。在第七本小說中，沾到蛇妖毒液的葛萊芬多劍、蛇妖的毒牙，以及咒語「惡魔之火（Fiendfyre）」都是用來摧毀它們的物質。

### 阴屍
阴屍（Inferius）是指被黑巫師以咒語控制的屍體。行屍並非活的生命體，而是一具被施了魔法的屍體，就像巫術中的傀儡一樣；在被控制的屍體眼中呈現為白霧。它們無法為自己思考：它們被創造用來執行由指揮它們的黑巫師分派的特定職務，就如在海邊洞穴中守衛佛地魔分靈體的阴屍中所見，它們在執行任務之前可以一直處於閒置狀態，然後無論是否會產生任何結果，這項任務都會被輕率地執行。陰屍很難被魔法傷害；然而，它們可以被火或任何其他形式的光或熱的物體驅散，因為佛地魔洞穴中的阴屍從未接觸過這些元素；當它們被擊敗後，它們又回復到閒置狀態。
阴屍被魔法世界認為是足夠危險和可怕的東西，以至於冒充阴屍是一種值得監禁於阿茲卡班監獄的罪行（據報導蒙當葛·弗列契曾於中那樣做過）。
魔法部擔心佛地魔殺了足夠多的人以組建一支阴屍大軍：因為他們死了，所以難以阻止。當佛地魔在過去藏匿他其中一個分靈體時，他在一個山洞的湖中利用許多阴屍來填滿了它，這些阴屍會攻擊並淹死除了佛地魔以外進入洞穴並取走小金匣任何人。當哈利與鄧不利多拿到小金匣時，阴屍集體攻擊哈利；鄧不利多使用火繩擊退了它們。它也透露了當怪角從盆裡把藥水喝下以協助佛地魔隱藏他的分靈體後，阴屍差點把他殺死，但它在完成跟佛地魔的任務後被命令返回其主人身邊，他能夠以現影術離開該洞穴。當R.A.B把分靈體偷去並命令家庭小精靈克利切把它摧毀它時，這些阴屍後來把他殺死了。
在拉丁語中，單數「阴屍（inferi）」一詞的意思是「下面」，通常以複數形式「inferi」來指代「下面的眾神（見 冥界神）」或是死者的靈魂。阴屍一般以「Inferius」低等的中性單數形式來表示，那是一個比較形容詞，意思為「下級」。

### 不赦咒
不赦咒（Unforgivable Curses）是已知最強大的黑魔法咒語，它們於1717年首次被歸類為不可饒恕。此類咒語被小說中的反派角色使用，如佛地魔及食死人，在某些情況下還有魔法部的人，他們用於激發恐怖和引起其他人產生極大的恐懼。此詛咒之所以如此命名，是因為它們於巫師世界中的使用是被禁止和不可原諒的，並且會被判處於阿茲卡班監獄無期徒刑的監禁。唯一的例外是若果一個人被證明在精神控制的影響下完成此行為。因此，這些詛咒很少被公開使用。
- 索命咒（Killing Curse）：中文也稱作殺戮咒，其咒語為「啊哇呾喀呾啦（Avada Kedavra）」，其表現為一束綠光，並會導致中咒者立即且無痛的死亡，並且不留下痕跡。殺戮詛咒並沒有反咒語，也無法被大多數魔法手段擋住，然而，它可以被愛阻擋。此外，綠色能量箭可能會被躲閃、被固體物體阻擋，或被其他一些強大的快速咒語攔截，尤其是昏迷咒（Stunning Spell）。

- 酷刑咒（Cruciatus Curse）：其咒語為「咒咒虐（Crucio）」，其拉丁語意思為「我折磨」，它被用於酷刑並會導致受害者劇烈疼痛，但不會對他們造成實際身體傷害，而詛咒的強度由施法者決定。有效的施法要求施法者有虐待狂的慾望，食死人經常使用此咒語。此詛咒可以用於折磨一個人，以至於他們筋疲力竭而猝死，或者在更施虐成性的情況下，它會導致受虐者永久性失憶和精神錯亂。此詛咒在施放時會顯示為一道明亮的褪藍光（儘管它在電影中通常是不可見的，甚至是紅色的光柱）。
- 蠻橫咒（Imperius Curse）：其咒語為「噩噩令（Imperio）」，不正規的拉丁語為祈使語氣的「我命令」，此詛咒用於精神控制或催眠，並且可以強迫受害者做他們通常不願意或不能做的事情。詛咒的強度和持續時間取決於施法者，以及受害者的抵禦能力。此詛咒在施放時會表現為一道明亮的陰霾（雖然它在電影中若非隱形的，便是綠色霧狀的薄霧）。

## 咒語
在巫師世界中，很多事情都是依賴魔法符咒的使用來完成，以下為部分在小說中所描述的魔法符咒。這些符咒一般會由角色們加上他們的魔杖，並以特定的姿勢及一些狀態而使用出來。不管在小說中抑或是其相關的電影系列，大部分的咒語及符咒都是作者從拉丁文相近或相關的詞彙中重組出來。
在中正式介紹了無須唸出而施放的無聲咒。在較早期的作品中，除了一些成年巫師偶而會使出無須唸出的咒語外，重要角色們每使出一道符咒時都會唸出適當的咒語。雖然如此，打從第六集及第七集中所出現的那些無須唸出的咒語，最終沒有被正式紀錄下來，僅以其出現時相關的狀態而加上名稱。
以下的中文咒語列表括號內為其英語或拉丁語原文名稱；部份未知咒語名稱的魔法則僅以其所知而命名，這是因為它們曾在小說中被施放但未有其咒語紀錄，或是部份只是曾被描述但卻沒有被施放。值得注意的是，該系列合共七部作品中，在最後決鬥時被用到的魔法符咒多數是沒有被紀錄下來的，而這些符咒則只能以其使用效果作區別。
|                                                           |    |   |   |   |   |   |   |   |
| I                                                         | II |   |   |   |   |   |   |   |
| 速速前(Accio)／召喚咒(Summoning Charm)                          |    |   |   | ✓ | ✓ | ✓ |   | ✓ |
| 水水噴(Aguamenti)／造水咒(Water-Making Spell)             |    |   |   |   |   | ✓ |   | ✓ |
| 阿咯哈姆拉(Alohomora)／開鎖咒(Unlocking Charm)                      | ✓  |   | ✓ |   | ✓ | ✓ | ✓ |   |
| 路路通(Anapneo)                                           |    |   |   |   |   | ✓ |   |   |
| 阿八拉象(Aparecium)／（隱形文字）現形咒 (Revealing Charm) |    | ✓ |   |   |   |   |   |   |
| 蜘蛛退散／阿洛尼艾斯美(Arania Exumai)                                 |    | ✓ |   |   |   |   |   |   |
| 升升降(Ascendio)                                          |    |   |   | ✓ |   |   |   |   |
| 啊哇呾喀呾啦／索命咒(Avada Kedavra)                       |    | ✓ |   | ✓ | ✓ | ✓ | ✓ | ✓ |
| 飛飛禽(Avis)                                              |    |   |   | ✓ |   |   |   |   |
| 驅逐咒(Banishing Charm)                                   |    |   |   |   |   |   | ✓ |   |
| 無形伸展咒(Capacious Extremis)                            |    |   |   |   |   |   | ✓ |   |
| 密密膠(Colloportus)                                       |    |   |   |   | ✓ |   |   |   |
| 爆爆炸(Confringo)／爆炸咒(Blasting Curse)                 |    |   |   |   |   |   | ✓ | ✓ |
| 糊糊迷(Confundo)／混淆咒(Confundus Charm)                 |    |   |   |   |   |   | ✓ | ✓ |
| 咒咒虐(Crucio)／酷刑咒(Cruciatus Curse)                   |    |   |   | ✓ | ✓ | ✓ | ✓ | ✓ |
| 洞洞鑿(Defodio)／挖掘咒(Gouging Spell)                    |    |   |   |   |   |   | ✓ | ✓ |
| 吹吹除(Deletrius)／消隱咒(Eradication Spell)              |    |   |   | ✓ |   |   |   |   |
| 涏涏牙(Densaugeo)                                         |    |   |   | ✓ |   |   |   |   |
| 窟窿現(Deprimo)                                           |    |   |   |   |   |   | ✓ | ✓ |
| 低低降(Descendo)                                          |    |   |   |   |   |   | ✓ | ✓ |
| 吩吩綻(Diffindo)／切除咒                                  |    |   |   | ✓ |   | ✓ | ✓ |   |
| 咻咻降(Dissendium)                                        |    |   | ✓ |   |   |   |   |   |
| 硬硬堅(Duro)／硬化咒(Hardening Charm)                     |    |   |   |   |   |   |   | ✓ |
| 萎萎起(Enervate)                                          |    |   |   | ✓ |   |   |   |   |
| 暴暴吞(Engorgio)／暴食咒(Engorgement Charm)               |    |   |   | ✓ |   |   |   | ✓ |
| 消消藏(Evanesco)                                          |    |   |   |   | ✓ |   |   |   |
| 疾疾，護法現身(Expecto Patronum)                          |    |   | ✓ | ✓ | ✓ |   |   | ✓ |
| 去去，武器走(Expelliarmus)／繳械咒(Disarming Charm)                   |    | ✓ | ✓ | ✓ |   | ✓ |   | ✓ |
| 咕咕圈(Ferula)                                            |    |   | ✓ |   |   |   |   |   |
| 固若金湯(Fianto Duri)                                     |    |   |   |   |   |   |   | ✓ |
| 止止，魔咒消(Finite Incantatem)                           |    | ✓ |   |   | ✓ |   | ✓ |   |
| 辣辣燃(Flagrate)                                          |    |   |   |   | ✓ |   |   |   |
| 熔熔沸(Furnunculus)                                       |    |   |   | ✓ |   |   |   |   |
| 雙雙製(Geminio)／複製咒(Gemino Curse)                     |    |   |   |   |   |   | ✓ |   |
| 光光滑(Glisseo)                                           |    |   |   |   |   |   |   | ✓ |
| 人人現(Homenum Revelio)                                   |    |   |   |   |   |   | ✓ | ✓ |
| 全部定身(Immobulus)                                       |    | ✓ |   |   |   |   |   |   |
| 噴噴障(Impedimenta)／障礙惡咒                             |    |   |   | ✓ | ✓ | ✓ |   |   |
| 噩噩令(Imperio)／蠻橫咒(Imperius Curse)                   |    |   |   | ✓ |   |   |   | ✓ |
| 止止，不透(Impervius)                                     |    |   | ✓ |   |   |   | ✓ |   |
| 繩繩禁(Incarcerous)                                       |    |   |   |   |   | ✓ | ✓ |   |
| 吼吼燒(Incendio)／生火咒(Fire-Making Spell Curse)         |    |   |   | ✓ |   | ✓ | ✓ |   |
| 噤噤言(Langlock)                                          |    |   |   |   |   | ✓ |   |   |
| 破破心(Legilimens)／破心術(Legilimency)                   |    |   |   |   | ✓ |   |   |   |
| 倒倒吊(Levicorpus)                                        |    |   |   |   | ✓ | ✓ | ✓ |   |
| 退退降(Liberacorpus)                                      |    |   |   |   |   | ✓ | ✓ |   |
| 榫頭—失準(Locomotor Mortis)                               | ✓  |   |   |   |   |   |   |   |
| 疾疾動箱(Locomotor Trunk)                                 |    |   |   |   | ✓ |   |   |   |
| 路摸思(Lumos)／魔杖照明咒(Wand-Lighting Charm)            |    | ✓ | ✓ | ✓ | ✓ | ✓ |   | ✓ |
| 終極路摸思(Lumos Maxima)                                  |    |   | ✓ |   |   | ✓ |   |   |
| 吶剋斯(Nox)／魔杖熄灭咒(Wand-Extinguishing Charm)         |    |   | ✓ |   |   |   |   | ✓ |
| 撒撒—氣象(Meteolojinx Recanto)                            |    |   |   |   |   |   | ✓ | ✓ |
| 呼呼移(Mobiliarbus)                                       |    |   | ✓ |   |   |   |   |   |
| 浮浮，僵屍行(Mobilicorpus)                                            |    |   |   | ✓ |   |   |   |   |
| 魔魔斃(Morsmordre)                                        |    |   |   | ✓ |   |   |   |   |
| 嗡嗡鳴(Muffliato)／嗡嗡鳴咒(Muffliato Charm)              |    |   |   |   |   | ✓ |   |   |
| 空空，遺忘(Obliviate)／記憶咒(Memory Charm)               |    | ✓ |   | ✓ |   |   | ✓ | ✓ |
| 衝衝攻(Oppugno)                                           |    |   |   |   |   | ✓ |   |   |
| 噗噗蘭(Orchideous)                                        |    |   |   | ✓ |   |   |   |   |
| 打包(Pack)                                                |    |   |   |   | ✓ |   |   |   |
| 啪銳喀錀(Periculum)                                       |    |   |   | ✓ |   |   |   |   |
| 整整—石化(Petrificus Totalus)                             | ✓  |   |   |   | ✓ | ✓ | ✓ |   |
| 雕像，行行起(Piertotum Locomotor)                         |    |   |   |   |   |   |   | ✓ |
| 指引我方向(Point me)／定向咒(Four-Point Spell)            |    |   |   | ✓ |   |   |   |   |
| 港口現(Portus)                                            |    |   |   |   | ✓ |   |   |   |
| 呼呼前咒現(Prior Incantato)                               |    |   |   | ✓ |   |   |   |   |
| 多身咒(Protean Charm)                                     |    |   |   |   | ✓ |   |   |   |
| 破心護(Protego)／屏障咒(Shield Charm)                     |    |   |   | ✓ | ✓ | ✓ | ✓ |   |
| 破心護，強強厲威(Protego Horribilis)                      |    |   |   |   |   |   |   | ✓ |
| 全全破心護(Protego Totalum)                               |    |   |   |   |   |   |   | ✓ |
| 噓噓靜(Quietus)／悄聲咒(Quietening Charm)                 |    |   |   | ✓ |   |   |   |   |
| 啾啾縮(Reducio)／收縮咒(Shrinking Charm)                  |    |   |   | ✓ |   |   | ✓ |   |
| 嚗嚗消(Reducto)                                           |    |   |   | ✓ | ✓ | ✓ |   |   |
| 嘶嘶退(Relashio)                                          |    |   |   | ✓ |   | ✓ | ✓ |   |
| 力力復(Rennervate)／復甦咒(Reviving Spell Charm)          |    |   | ✓ |   |   | ✓ |   |   |
| 復復修(Reparo)／修复咒(Repairing Charm)                   | ✓  | ✓ |   | ✓ | ✓ | ✓ | ✓ |   |
| 護護，敵不近(Repello Inimicum)                            |    |   |   |   |   |   |   | ✓ |
| 去去，麻瓜走(Repello Muggletum)                           |    |   |   | ✓ |   |   | ✓ | ✓ |
| 哩吐三卜拉(Rictusempra)                                             |    | ✓ |   |   |   |   |   |   |
| 叱叱，荒唐(Riddikulus)                                    |    |   | ✓ | ✓ | ✓ |   |   |   |
| 安安除惡咒(Salvio Hexia)                                  |    |   |   |   |   |   | ✓ | ✓ |
| 滅滅淨(Scourgify)／清潔咒(Cleansing Spell Charm)          |    |   |   |   | ✓ |   |   |   |
| 撕淌三步殺(Sectum Sempra)                                 |    |   |   |   |   | ✓ | ✓ |   |
| 蛇蛇攻(Serpensortia)                                      |    | ✓ |   |   |   |   |   |   |
| 默默靜(Silencio)／靜默咒(Silencing Charm)                 |    |   |   |   | ✓ |   | ✓ |   |
| 哄哄響(Sonorus)／擴音咒(Amplifying Charm)                 |    |   |   | ✓ |   |   |   |   |
| 原形立現(Specialis Revelio)                               |    |   |   |   |   | ✓ |   |   |
| 測盜咒(Stealth-sensoring Charm)                           |    |   |   | ✓ |   |   |   |   |
| 咄咄失(Stupefy)／昏迷咒(Stunning Spell)                   |    |   |   | ✓ | ✓ | ✓ | ✓ | ✓ |
| 塔朗泰拉跳(Tarantallegra)                                 |    | ✓ |   |   | ✓ |   |   |   |
| 哆哆潔(Tergeo)                                            |    |   |   |   |   | ✓ |   |   |
| 速速愈合(Vulnera Sanentur)                                |    |   |   |   |   | ✓ |   |   |
| 哇嘀哇唏(Waddiwasi)                                       |    |   | ✓ |   |   |   |   |   |
| 溫咖癲啦唯啊薩(Wingardium Leviosa)                        | ✓  | ✓ |   |   | ✓ |   | ✓ |   |
| 遮遮蒙眼（不詳）                                          |    |   |   |   |   |   | ✓ |   |
| 高高起（不詳）                                            |    |   |   |   |   |   | ✓ |   |
| 超級感應咒（不詳）                                        |    |   |   |   |   |   |   | ✓ |
| 吃蛞蝓(Eat Slugs)                                         |    | ✓ |   |   |   |   |   |   |
| 我在此鄭重發誓我絕不懷好意(I solemnly swear that I am up to no good)                |    |   | ✓ |   |   |   |   |   |
| 惡作劇完成(Mischief managed)                              |    |   | ✓ |   |   |   |   |   |

## 其他

### 催狂魔之吻
催狂魔之吻（Dementor's kiss）是催狂魔的終極武器。能夠從人的口中吸收他的靈魂，但只要心臟和大腦繼續運作，沒有靈魂仍能活下去，只是所有記憶、情緒、感覺均已永久失去，如同活死人一樣。小巴堤‧柯羅奇在第4集中就被執行了此刑決。

### 滅幻咒
滅幻咒（Disillusion）是將施咒對象隱藏起來的魔法，一般的巫師能做到把施咒對象加上保護色，使它與周邊環境同化，難以發覺，少數的厲害巫師使用此咒時，能做到讓施咒對象完全隱形，不過效果不能持續很久，要長期以滅幻咒隱藏某種生物或物品時，最低限度必須每日施咒。
魔法部正式承認佛地魔復活後，魔法部要求英國所有巫師家庭成員都必須學會使用這個咒語，以增加被食死人襲擊時的生存機率，另外，飼育特別顯眼的奇獸（如天馬，鷹馬）時，飼主必須會使用此咒以防被麻瓜發現

### 飛行
佛地魔自行開發的魔法，施術者能不藉助任何物品（飛天掃帚）或生物（鷹馬）而在空中飛行，對空中交戰以及長距離移動極為有利。在佛地魔之前，從未有巫師能做到這一點。佛地魔只將此魔法傳授給親信石內卜，在中，正氣師和食死人交戰時，皆有使出此魔法。

### 忠實咒
一種特殊而複雜的符咒，主要的用途是用這個符咒將一個秘密隱藏在「守密人」心中，之後，除非守密人主動對他人洩漏這個秘密，否則此秘密永遠無法被人發現。聽過此秘密的人對他人轉述是無效的，一定要由守密人口中聽到，或者看到守密人自己寫的字條。在佛地魔回歸後，英國巫界家庭會使用此咒的家長紛紛施展此咒把自己的居住地隱藏起來。只要守密人（通常是家長）未被食死人逼問出秘密，則這個家庭永遠不會被食死人發現。但若守密人死亡，則其餘從守密人處獲得秘密的人通通成為新的守密人，問出秘密的機會增加，忠實咒效力因此大減。

## 外部連結
- The Harry Potter Lexicon: Encyclopedia of Spells（页面存档备份，存于）（英文）
- Harry Potter Wiki上的相关条目：List of spells

1. ↑  .   [2017-05-08]. （原始内容存档于2011-07-21）.
2. ↑  . 2017-10-28. BBC.
3. ↑  Flood, Alison. . The Guardian. 2016-08-08  [2017-11-30]. （原始内容存档于2021-08-25）.
4. ↑  .   [2008-02-27]. （原始内容存档于2011-09-26）.
5. ↑  Template:HP6, 第13章
6. ↑  .   [2008-02-27]. （原始内容存档于2008-07-03）.
7. 1 2
8. ↑  . Pottermore.   [2017-05-05]. （原始内容存档于2018-07-22）.
9. 1 2
10. 1 2  .   [2008-02-27]. （原始内容存档于2020-07-16）.
11. 1 2 3
12. ↑  . Accio Quote. 28 December 2001. BBC.
13. ↑  Anelli, Melissa. . Harry, A History.   [2017-05-08]. （原始内容存档于2008-11-20）.
14. ↑  . www.accio-quote.org.   [2020-07-12]. （原始内容存档于2007-08-16）.
15. ↑   (Motion Picture). 2004 （英语）. Hermione during Defence against the Dark Arts as Snape substitutes for Lupin.
16. ↑  . （原始内容存档于2011）.
17. ↑  J·K·羅琳：《哈利波特與鳳凰會的密令》，第85頁。美國學樂教育集團，2003年版。
18. 1 2  . （原始内容存档于2012-07-08）.
19. ↑  .   [2008-02-27]. （原始内容存档于2008-02-21）.
20. ↑  Template:HP5, chapter 26
21. ↑  王子, 阿倫（2011年）—《塞弗勒斯·石內卜的真實故事：一篇關於哈利·波特中最受爭議人物的文章(The True Story of Severus Snape: An Essay About Harry Potter's Most Disputed Character)》第52頁。
22. ↑  Rowling, J.K. . jkrowling.com.   [5 May 2017].
23. ↑  J.K. Rowling's Official Site 的存檔，存档日期24 January 2008.
24. ↑   第9章。
25. ↑  . www.accio-quote.org.   [2017-12-31]. （原始内容存档于2015-07-23）.
26. 1 2  Lewis, Charlton T.; Short, Charles. . . Oxford: Clarendon Press. 1879.
27. ↑  Morphology of inferius by The Perseus Project